# Salon de Bruxelles de 1827
Le Salon de Bruxelles de 1827 est la septième édition du Salon de Bruxelles, exposition périodique d'œuvres d'artistes vivants. Il a lieu en 1827, du 3 mai au 21 mai dans les anciens appartements du palais de Charles de Lorraine à Bruxelles, à l'initiative de la Société royale de Bruxelles pour l'encouragement des beaux-arts, sous la présidence de Charles-Joseph d'Ursel.

## Organisation

### Souscriptions
Comme pour les Salons précédents, des listes de souscriptions, engageant les destinataires à s'associer de la sorte au succès du concours de peinture et de sculpture sont envoyées et rencontrent un grand succès. Parmi les souscripteurs figurent Guillaume 1er, roi des Pays-Bas et ses deux fils, Guillaume prince d'Orange et le prince Frédéric.

### Exposition
Pour la troisième fois, les artistes disposés à concourir ont la liberté de choisir, dans leur catégorie, hormis pour l'architecture, le sujet qui leur paraît le plus convenable. Des prescriptions relatives à la taille des tableaux et des figures représentées sont toutefois précisées dans le règlement. Le tableau de peinture d'histoire doit comprendre au moins trois figures de grandeur naturelle et à mi-corps. Ses dimensions ne peuvent excéder une aune et quarante-trois pouces des Pays-Bas sur une aune et treize pouces. Le concurrent ayant la liberté de prendre la plus grande dimension, soit dans la hauteur, soit dans la largeur du tableau sans le cadre. En ce qui regarde la catégorie « conversation », les figures doivent avoir au moins 25 pouces de hauteur, tandis que la grandeur du tableau est fixée à 48 pouces sur 65. Quant aux dimensions du tableau de paysage, elles sont fixées à 65 pouces sur 81 et sa composition doit être ornée de figures et d'animaux. La sculpture, représentant soit une statue, soit un groupe doit être réalisée en pierre, en plâtre ou en terre cuite, sa proportion doit être de 81 pouces ou plus.

### Jury
Le jury est composé de 34 artistes et dix architectes.

## Résultats

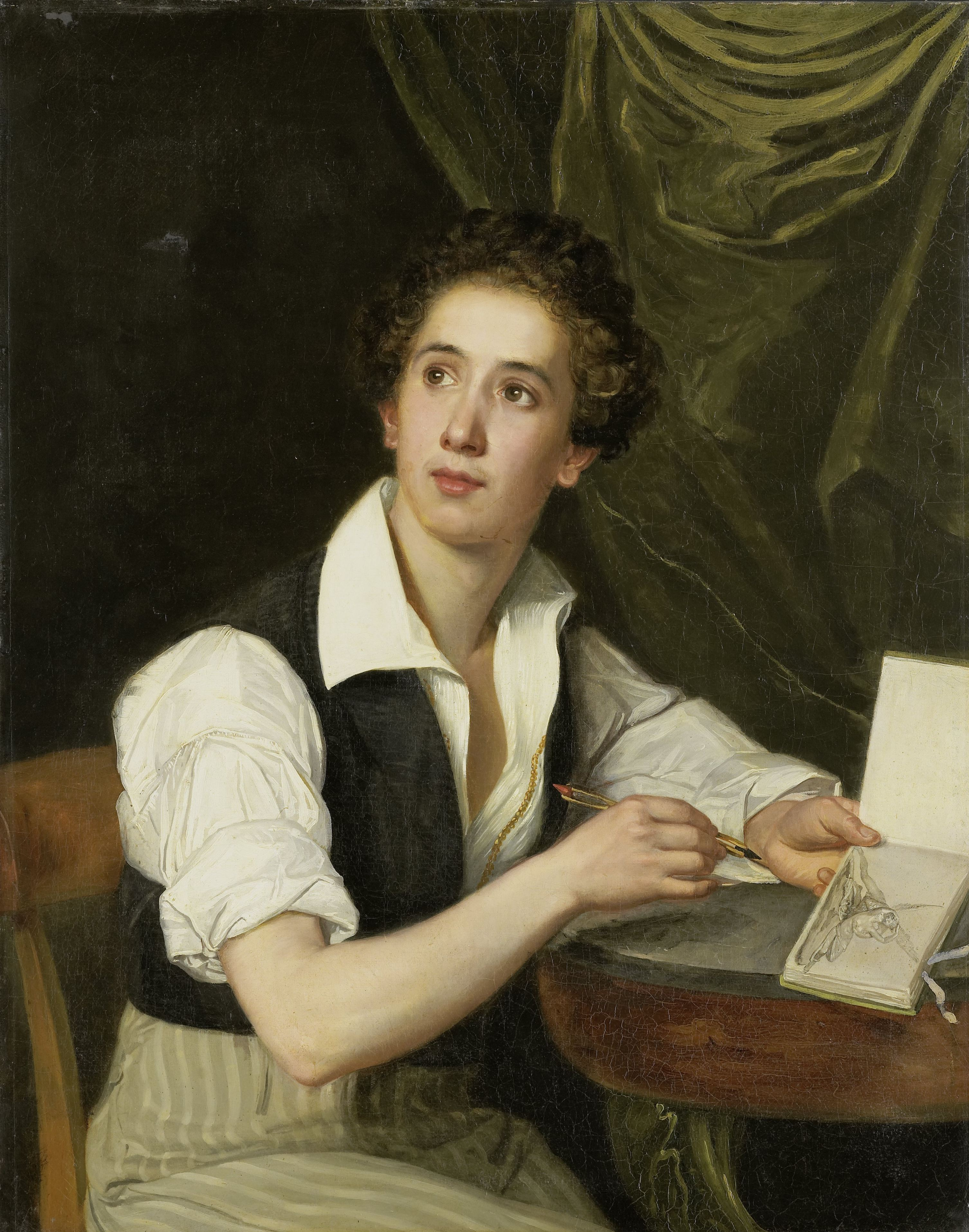
Charles Louis Saligo (autoportrait), lauréat du prix de peinture d'histoire (figures de petite nature).

Lors de la séance de remise de prix, le 21 mai 1827, sous la présidence du maire Louis de Wellens, à la mairie de Bruxelles, les prix suivants sont octroyés :

### Peinture d'histoire

#### Figures de grandeur naturelle
- Sujet : libre.
- Prix : Henri de Coene pour L'Incrédulité de saint Thomas (19 voix contre 11).
- Accessit : Jean Alexandre Van Laethem pour Télémaque et Eucharis.

#### Figures de petite nature
- Sujet : libre.
- Prix : Charles Louis Saligo pour Briséis renvoyée.
- Accessit : François Joseph Corneille Haseleer (d)[N 1] pour Esther devant Assuérus (29 voix contre 2).

### Peinture de genre (conversation)
- Sujet : libre.
- Prix : Séraphin De Vliegher  pour L'Artisan et son enfant en prières (17 voix contre 14).
- Accessit : Jean Baptiste Van Eycken pour La Chanson (23 voix contre 7).

### Paysage
- Sujet : libre.
- Prix : Édouard Joseph Delvaux pour Site montueux auprès d'un fleuve (23 voix contre 11).
- Accessit (avec parité des voix) : Gerrit Jan Michaelis (d) pour Paysage orageux.
- Accessit (avec parité des voix) : Philippe de Tramasure (d) pour Vue près de Thuin.

### Sculpture
- Sujet : libre.

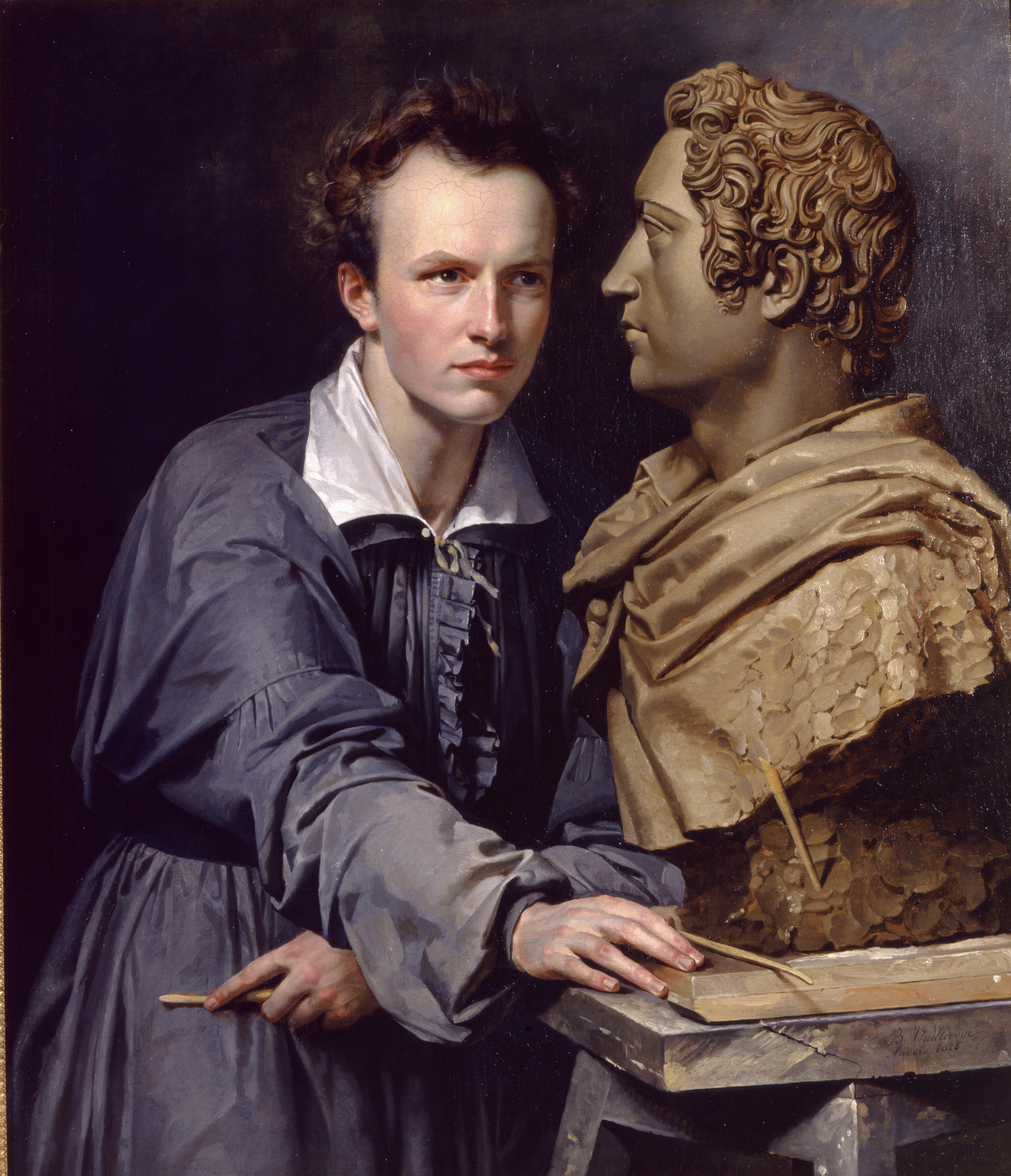
Portrait de Jean Antoine van Der Ven, lauréat en sculpture, par Barthélemy Vieillevoye (1828).

- Prix : Jean Antoine van der Ven (d) pour Narcisse (26 voix contre 7).
- Accessit : Guillaume Stas (d) pour Le Guide de Bélisaire (29 voix contre 4).

### Architecture
- Sujet : Édifice destiné au dépôt des archives d'un État.
- Prix : Parité des voix entre les plans no 35 et no 46[N 2].
- Accessit : non décerné

### Dessin de composition
- Sujet : libre.
- Prix : non décerné.

### Gravures

#### Gravure au burin
- Médaille : Pierre De Vlamynck pour Portrait de Raphaël.

#### Gravure sur métal
- Médaille : Jean-Baptiste Fonson pour Buste de la princesse Louise de Prusse.